# Gică Petrescu
Gică Petrescu (n. 2 aprilie 1915, București, România – d. 18 iunie 2006, București, România) a fost un cântăreț și compozitor român de muzică ușoară, de petrecere și populară. De-a lungul a peste șapte decenii de activitate și-a constituit un repertoriu muzical remarcabil prin bogăție și diversitate (un adevărat record de peste 1500 de melodii cântate, unele dintre acestea fiind compoziții proprii). A fost foarte cunoscut, apreciat și popular în România secolului XX.

## Biografie și activitate muzicală

### Primii ani
Gică Petrescu s-a născut la 2 aprilie 1915, în București. Tatăl lui, de meserie funcționar poștal, urmase studii superioare la Geneva (Elveția); mama își petrecuse tinerețea la Paris (Franța) și era, după mărturisirea de mai târziu a cântărețului, o bună cunoscătoare a pianului. Locuința familiei Petrescu se afla pe Calea Victoriei, la numărul 190, într-o clădire cu trei etaje.
Mama sa l-a învățat de mic limba franceză și l-a inițiat în lumea muzicii, mai întâi interpretând la pianul din casă „piese scurte, melodioase (...), ritmuri mozartiene” și apoi, în primii ani de școală, dându-i lecții de pian.. În casă exista un gramofon la care tatăl asculta uneori muzică ușoară. La vârsta de 15 ani, în 1930, își pierde mama ca urmare a unei boli la stomac, rămânând astfel fără „cel mai bun prieten”.

### Debutul
În 1931, elev fiind la Liceul „Gheorghe Șincai” din București, a cântat într-un ansamblu școlar, la chitară și vocal. La 15 ani a urcat pentru prima dată pe scenă. La o serbare, a fost descoperit de compozitorul Ion Vasilescu, care l-a dus la Radio, unde a cântat cu reputatul pianist și dirijor Iulian Ghindă. Studiile muzicale pe care le-a avut s-au rezumat la cei doi ani urmați la Conservatorul din București, făcând armonie și contrapunct.
Gică Petrescu a făcut doi ani la Facultatea de Drept, dar a părăsit studiile juridice în favoarea muzicii. Decât să ajungi un avocățel mediocru, mai bine apucă-te serios de muzică. Un strop de talent, n-o să-l înveți la seminar, în nicio facultate. Cultivă-l și folosește-te de el! ~ l-a sfătuit tatăl său.
Primul „contract de diseur” l-a avut la grădina restaurantului Princiar de pe șoseaua Kiseleff, unde a cântat cu maestrul Fănică Luca. Pe atunci avea deja un repertoriu de 60 de cântece (tangouri și romanțe).
În 1933 a fost angajat oficial ca solist vocal, la localul occidental de lux Galeries Lafayette cântând cu Orchestra James Kok. Patronul, dl. Schwartz, i-a confecționat două costume elegante, pentru zi (alb) și seară (bleumarin). Gică avea numai 18 ani și, cu mult curaj, „atacă” eșalonul de aur al idolilor de pe atunci ai scenelor din localurile de muzică, răsfățați de public și de presă: Cristian Vasile, Titi Botez sau Jean Moscopol.
În 1936 tatăl său, Dumitru Petrescu, este imobilizat la pat de paralizie. Gică a rămas atunci unica sursă financiară. Avea 21 de ani. Apt fiind de serviciu militar, a fost recrutat la Regimentul I - Vânători de gardă, ca „decazarmat”. A început să figureze în programele de Radio.
În 1937 numele Gică Petrescu se impune tot mai mult. Afișele elegantului Cazinou de la Sinaia îl anunțau cu litere uriașe, ca solist în celebra Orchestră de jazz a lui Dinu Șerbănescu. Supus unui examen sever, a fost admis sub pseudonimul „George Petrini”. După câțiva ani revine la numele Gică Petrescu. 
A înregistrat cântece pe plăci de patefon pentru casele de discuri Columbia, Odeon, His Master's Voice, producători internaționali celebri în epocă. Întâlnirea cu muzicianul Dinu Șerbănescu a fost decisivă pe plan profesional. Petrescu și-a dat seama că romanța este „limba sa maternă”.
În 1934, în România ia ființă Casa de discuri și fabrica Electrecord. Din 1938, Gică Petrescu va colabora decenii la rând, înregistrând cântece de muzică ușoară, romanțe, cântece populare și cântece de petrecere.

### Cariera artistică
În 1939 a fost invitat în Germania, într-un turneu de înregistrări. Pe atunci, se cânta și se dansa pe ritmuri de tango, rumba⁠(d), foxtrot și charleston⁠(d).
Șlagărele vremii au fost înregistrate pe plăci de patefon, cu mărcile Odeon, Columbia, Parlophon, His Master's Voice, Cristal și Electrecord, iar textele cântecelor, publicate în broșuri, se vindeau o dată cu discul. Gică Petrescu a fost succesorul Mariei Tănase la estrada restaurantului „Neptun” din Piața Buzești, unde a cântat cu orchestra violonistului și dirijorului Victor Predescu.
În perioada 1940-1944, Gică Petrescu s-a aflat pe scenele teatrelor Gioconda și Savoy. O dată cu începerea războiului, a fost mutat la regimentul IV Moto din Străulești. Alearga zilnic între regiment, Radio pentru „Ora răniților”, concertele cu Dinu Șerbănescu, estrada unui restaurant, scena Teatrului de Revistă și spectacolele pentru răniți. 
A fost anunțat uneori în spectacole cu gradul militar avut pe atunci, „fruntașul Gică Petrescu”, alături de Antonescu Trestian, Silly Popescu, Nae Roman, Titi Botez și marele Constantin Tănase. Și-a afirmat calitățile de actor pe scena Teatrului Comic (în clădirea actualului TESS) alături de H. Nicolaide și o pleiadă întreagă de compozitori, textieri și cântăreți. 
Împreună cu Teatrul Comic (al cărui angajat a fost un timp) a făcut un turneu național de 70 de zile cu spectacolele „Frate cu dracul”, „Luna știe, dar nu spune” (având aluzii politice), turneu care i-a sporit popularitatea în țară. A cântat în zeci de concerte ale formației Jean Ionescu, prezentate de marele comic Nae Roman și alături de pianistul Gaston Ursu. A fost angajat de Ion Vasilescu la Alhambra și apoi la Gioconda, unde a lansat zeci de cântece, care s-au bucurat de mare popularitate până în ziua de azi.
În 1946, la barul-grădină Arizona, a fost introdusă ultima noutate tehnică, microfonul. Într-o seară a venit ca oaspete marele violonist Yehudi Menuhin. Gică Petrescu i-a cântat șansonete, șlagăre americane, dar... l-a entuziasmat și emoționat cu cântecele La margine de București, Suflet candriu de papugiu și Costică, Costică. Menuhin l-a bisat îndelung, așa că Gică i l-a cântat de trei ori pe Costică... În același an, a intrat în atenția autorităților, deoarece poliția îl reclama la Ministerul Culturii pentru că repertoriul său conținea cântece occidentale.
În 1953 cu ocazia „Festivalului Internațional al Tineretului” de la București, la Teatrul Savoy, a avut loc „Concertul popoarelor”. Gică Petrescu a cântat, cu mare succes, melodii în câteva limbi străine (multe din repertoriul lui Yves Montand, cunoscut șansonetist și actor francez).
În 1956-1959 „Concertul popoarelor” trece Nistrul, într-un lung turneu în Uniunea Sovietică, cu Ion Dacian, Trio Grigoriu, Florian Dorian etc. A rămas credincios Teatrului de revista "Constantin Tănase" la sălile Savoy și Victoriei 174, alături de Dorina Drăghici, Nicu Stoenescu, marele comic Mircea Crișan, Horia Șerbănescu și Radu Zaharescu.
În 1965-1967 Gică Petrescu a avut cel mai important turneu - două luni în Franța la Paris (1965), pe scena celebrului music-hall Olympia, alături de Stela Popescu și Mircea Crișan. Au urmat turnee în Israel, alături de Florin Piersic, Doina Badea, spectacole luate „cu asalt” de numerosul public provenit din România. A lansat noi șlagăre pe scena „Festivalului de Muzică Ușoară de la Mamaia”, timp de mai multe ediții.
Între anii 1966-1971 a înregistrat la Electrecord șlagărele care l-au făcut celebru (de ex: Căsuța noastră, Of, of, of măi șprițule!, Dă-i cu șprițul pân' la ziuă!, Uite-așa aș vrea să mor! sau Du-mă acasă, măi tramvai!).
Viața cântărețului Gică Petrescu a constituit și subiectul unui film, ''Muzica e viața mea'', singurul în care maestrul a jucat. El se numără printre puținii interpreți din lume care și-au imprimat muzica începând de la discuri de patefon, de pick-up (LP-uri, single-uri), apoi casete până la CD-uri. 
În perioada 1982-1987, Gică Petrescu a participat în fiecare an la Festivalul de romanțe ''Crizantema de aur'', de la Târgoviște.
De-a lungul prodigioasei sale cariere artistice, Gică Petrescu a susținut mii de concerte în întreaga lume, a imprimat zeci de albume (discuri), a participat la sute de emisiuni de radio și de televiziune (la care începuse să apară încă din 1960). A susținut spectacole la celebre restaurante și teatre de revistă ale Bucureștiului și a cântat în fața unor personalități precum regele Mihai I al României sau Louis Armstrong (cunoscut interpret american de jazz). 
Ani de zile, până la o vârstă foarte înaintată (mult peste 80 de ani), a dat dovadă de o mare energie artistică. Astfel, a continuat să apară frecvent (și întotdeauna cu mare succes) în spectacole cu public și în emisiuni la Televiziunea Română sau Radio. Gică Petrescu era nelipsit din marile spectacole periodice de divertisment și din cele realizate cu ocazia unor sărbători (de exemplu Revelionul). Gică Petrescu a fost (pe lângă un cântăreț de muzică ușoară și, ocazional, de romanțe și cântece populare) un exponent de frunte al muzicii românești „de petrecere”. Dacă poate nu chiar cel mai mare, în orice caz, cel mai cunoscut și popular.

### Ultimele apariții
În 1993-1995 a apărut cartea biografică Viața și cântecele lui Gică Petrescu, scrisă de prietenul său de o viață, compozitorul și muzicologul George Sbârcea (alias Claude Romano), având ca bază de documentare caietele și albumele, afișele și fotografiile strânse cu devoțiune de tatăl artistului.
La 84 de ani, semnează un contract de înregistrare a 3 CD-uri cu cele mai dragi melodii cântate în toată cariera sa. Orchestrații noi, înregistrări noi într-un studio digital. Și-a uimit colaboratorii cu seriozitatea și vitalitatea lui, devenite proverbiale. Neavând nevoie de repetiții, a strâns multe piese dintr-o bucată, preocupat ca vocea să fie bine. CD-urile s-au vândut în zeci de mii de exemplare fiecare. 
În 2003, pe 5 mai primește la Palatul Cotroceni „Steaua României în grad de cavaler”, distincție înmânată de Ion Iliescu, președintele în exercițiu al României. În 2004-2005 apare tot mai rar în public. Bolnav, se auto-izolează într-o singurătate în care admite doar 4-5 prieteni foarte apropiați. Îi lipsesc scena și respirația vie a publicului.
În 2006, Marius Tucă i-a dedicat în Jurnalul Național (februarie) o Ediție de colecție, realizată de Dana Andronie. Un demers jurnalistic care conturează, în premieră, viața și cariera lui Petrescu, cu mărturii ale prietenilor și colaboratorilor, fotografii, afișe. A colaborat cu compozitori, textieri, cântăreți, realizatori TV și radio, artiști de revistă, oameni politici, admiratori, vecini de bloc, oameni simpli din piețe și magazine, melomani de toate vârstele. Alte patru ediții speciale îi vor fi dedicate în anii următori alături de două CD-uri Best of.

### Succese în carieră
Realizatoarea TV Florentina Satmari îi propune un recital. Alături de trupa lui George Carabulea, la 74 de ani, Gică dă măsura talentului, dovedind o excepțională știință a artei interpretative muzicale și actoricești. Recitalul rămâne una dintre cele mai valoroase secvențe din Arhiva TVR. 
La Teatrul de Revistă Constantin Tănase, are loc premiera spectacolului Nimic despre elefanți, care a fost scris special pentru doi protagoniști: Gică Petrescu (în prag de 70 de ani) și Nicu Constantin. Spectacolul s-a jucat doi ani consecutiv cu „casa” închisă. Gică Petrescu, alături de Nicu Constantin, a interpretat cuplete pline de haz și melodii cunoscute românești. Prestația sa va rămâne peste ani o demonstrație unicat de vitalitate, har, profesionalism și respect pentru public.

### Viața personală
A fost timp de 34 de ani căsătorit cu scriitoarea Cezarina Moldoveanu. După moartea soției sale, în august 1989, Gică Petrescu a refuzat mult timp să susțină spectacole.

## Decesul
Duminică 18 iunie 2006, ora 18:00, în cadrul galei „Premiile muzicale Radio România Actualități” a fost programat și un premiu special („Cântecul e viața mea”), dedicat lui Gică Petrescu. Cântărețul a murit chiar în dimineața aceleiași zile. 
Corpul său neînsuflețit a fost depus pe catafalcul aflat, pentru trei ore, în foaierul Sălii de Concerte a Radiodifuziunii Române, unde sute de oameni au venit pentru a-i aduce un ultim omagiu, iar ulterior a fost dus la capela din Cimitirul Bellu, unde a și fost înmormântat.

## Premii și distincții
- titlul de Artist Emerit al Republicii Populare Romîne (13 ianuarie 1964) „pentru merite deosebite în activitatea desfășurată in domeniul teatrului, muzicii și artelor plastice”[12]
- Ordinul Meritul Cultural clasa a II-a (12 septembrie 1968) „pentru merite deosebite în activitatea muzicală”[13]
- Ordinul național „Steaua României” în grad de cavaler - „pentru îndelungata și prodigioasa carieră artistică” - 2003[14]
- Premiul discului - Electrecord - 1968
- Diploma de excelență „Muzica e viața mea” - TVR - 1999
- „Interpretul care a dus muzica românească în mileniul III”  - Radiodifuziunea Română - 2001[15]
- Life Time Award - MTV Romanian Music Awards - 2004
- Premiul special „Cântecul e viața mea” - Radiodifuziunea Română  - 2005
- Zeci de alte premii la diferite Festivaluri și evenimente culturale românești

## Aprecieri
„Ce rămâne în sufletul omului din pulberea risipită a anilor? Rămân cântecele ajunse la expresie artistică! Se topesc în ele nuanțele simțirii, preocupările timpului respectiv, sensibilitatea noastră etnică. Gică Petrescu le-a descoperit, le-a adoptat și le-a dat glas de aur în cariera sa de peste 7 decenii, legându-și numele, pentru totdeauna, de sufletul a generații și generații de oameni și de muzica ușoară românească.
În învălmășeala de idei, în asurzitorul zornăit de arme a doua războaie mondiale, singur cântecul, cântecul românesc, și-a păstrat vraja seducătoare, așa cum l-a tălmacit, de-alungul unei vieți de muncă și dăruire, Gică Petrescu”—George Sbârcea - compozitor și muzicolog.
„În sectorul muzical, dl. Gică Petrescu este un element «hors classe», care nu e numai cel mai bun cânăareț român de muzică ușoară, ci poate pretinde să apară pe orice scena occidentală, în fața unui auditoriu oricât de exigent.”—Mugur Valahu - Cortina (1944).
„Lui Gică Petrescu, ca recunostință pentru frumoasele sale cântece care m-au încântat atât de mult!”—Yehudi Menuhin - violonist (1946).
„De când mă știu pe lume, Gică a fost «Maestrul». Era o celebritate, de la 20 de ani! Marele cântăreț, a fost și un excelent artist de revistă... Am jucat alături de el pe scenă în numeroase spectacole și turnee. Din scena nu ieșea cu pași normali, călca sacadat; publicul prindea mișcarea și aplauda în ritmul pașilor săi.
Cânta multe cântece de pahar, dar în viață era foarte cumpătat. Nu a agreat niciodată viața dezordonată a boemei interbelice. Soțul meu, Puisor Maximilian, i-a scris multe texte. Din clipa în care i se încredința o piesă, Gică nu mai avea liniște! Ne suna în fiecare dimineață, pentru ca totul să iasă perfect”—Stela Popescu - actriță.
„Unic pentru că a știut să preschimbe umbra de pe fețele oamenilor, aducând un zâmbet pe buzele tuturor. Unic pentru că a știut să rostească cu atâta dibăcie cuvinte potrivite pentru românii de pretutindeni. Unic pentru că a însoțit cu cântecele sale mai multe generații de iubitori ai romanței, ai muzicii ușoare și ai celei de petrecere. Pentru că întreaga sa carieră a fost străbătută de o probitate morala exemplară, un model pentru tinerele generații”—Ion Iliescu - fost președinte al României.
„Așa am început eu să cânt, ascultându-l pe Nea Gică. În '64 am avut prima dată onoarea să fiu alături de el pe scenă. A fost cel mai cunoscut artist român, cântăreț și un strălucit actor de revistă. Marca Gică Petrescu înseamnă succesul asigurat. Singurul care a ajuns «Artist Emerit». Emeriți au fost mai mulți: mari cântăreți și actori din teatre, dar ca artist de revistă, Gică a fost singurul... emerit!”—Alexandru Arșinel - actor.
„L-am descoperit pe Gică Petrescu în 1956, venisem la București ca student. Gică Petrescu era în plină glorie și cânta nu numai piese românești ci și franțuzești, într-o perioadă dominată de muzica rusească. Aristul și-a datorat popularitatea, în primul rând, valorii sale ca interpret profesionist de muzică ușoară”—Emil Constantinescu - fost președinte al Romaniei.
„...Trubadurul primăverii noastre, trubadurul maturității și al toamnelor noastre primăvăratice, este o piesă importantă din tezaurul nostru național”—Vasile Veselovski - compozitor.
„Cea mai mare calitate a lui era aceea că «nu semăna cu nimeni». Era Gică și atât! Cel mai «cântăreț» din câti a avut România vreodată. Din tinerețe a intuit, ca nimeni altul, că un cântec nu se cânta numai cu vocea ci și cu mintea și cu inima. Știa că, de când e lumea, este preferabil să aduci oamenilor râsul, veselia... Ne-a lăsat un tezaur muzical, al nostru, în vecii vecilor”—Horia Șerbănescu - actor.
„N-a avut nevoie de instituții ca să existe, pentru că a fost el însuși o instituție. El a reprezentat spiritul interbelic al Bucureștiului - timpul de aur al muzicii românești - conservat și adus, intact, până în zilele noastre. Reprezintă muzica și parfumul acelui univers de patrimoniu, rămas captiv și viu în vocea sa.”—Miron Manega - ziarist.
„A fost un mare om și un mare Român. Dumnezeu i-a pus pe chip un zâmbet atrăgător și har în glas...
Nu putea să cânte fără o melodie, fără ceva care să pătrundă în suflet. M-a făcut fericit cântând cântecele mele...
A reușit să le dea o savoare aparte, trăinicie și viață lungă. Mitul Gică Petrescu se confundă cu bucuria muzicii...”—Temistocle Popa - compozitor.
„Era cumpătat pentru că știa cum să-și respecte publicul. Era jovial, bun, fin, elegant, combina toate superlativele. Un model de conduită, un mit, o emblemă pentru români, o legendă”—Benone Sinulescu - cântăreț.
„În 1984, maestrul m-a invitat la un show la TVR să cântăm împreună. M-a surprins, știam că nu agreează duetele cu cântărețe. Dar, domnul Petrescu a venit la noi acasă în Dristor, să stabilim piesele, tonalitățile etc. În brațe avea un buchet uriaș cu flori superbe și celebra lui chitară veche. M-a impresionat foarte tare.
În studioul muzical, înregistrările au ieșit excelent, din prima. Eram fericiți de felul în care ni se armonizau vocile. Uimitor pentru că veneam din zone muzicale diferite!
Nea Gică a fost un bărbat galant, elegant, manierat, un artist desăvârșit, lângă care erai protejat de orice risc al scenei. Muzica l-a hrănit și l-a menținut tânăr. Un mare și autentic Român...”—Aura Urziceanu - cântăreață.
„Gică Petrescu este cântărețul care a îndulcit sufletul și mintea și viața a zeci de milioane de români. Socotesc c-a fost un privilegiu că am apărut împreună pe același afiș, pe aceeași scenă. Nimeni nu dormea atunci când Gică și Florin Piersic, aflați în turneu, aveau spectacol în vreun oraș al Israelului. Am avut o mare dragoste un cult pentru «Nea Gică», acest Chevalier și acest Sinatra al nostru al românilor.”—Florin Piersic - actor.